# Friburgo in Brisgovia
Friburgo in Brisgovia (in tedesco Freiburg im Breisgau, IPA [ˈfʀaɪ̯ˌbʊɐ̯k ɪm ˈbʀaɪ̯sˌɡaʊ̯]) è una città extracircondariale della Germania sud-occidentale, la quarta del Baden-Württemberg per popolazione, con 236 140 abitanti, dopo Stoccarda, Mannheim e Karlsruhe.
Si trova al centro della regione storica della Brisgovia, marca medievale di frontiera di cui Friburgo (il cui nome in tedesco significa "città libera") era capoluogo.
Sorge a circa 15 km dal confine con la Francia e a 50 km da quello con la Svizzera, ai limiti di un'area di origine vulcanica. Gode di un clima favorevole, le zone circostanti sono infatti note per la produzione di vino.
Le città non tedesche più vicine sono Mulhouse, Colmar e Strasburgo (in Francia) e Basilea e Zurigo (in Svizzera).
Le città tedesche più vicine sono Karlsruhe (130 km) e Stoccarda (200 km).
Dal XIV secolo agli inizi del XIX secolo Friburgo fu capoluogo dell'Austria Anteriore, nel 1805 passò sotto lo Stato del Baden, di cui dal 1945 al 1952 fu (l'ultima) capitale.
La popolazione comprende i circa 30 000 studenti dell'Università Albertina e degli altri istituti di formazione presenti.
La numerosa popolazione studentesca influenza la vita culturale e sociale della città, vi si trova infatti un elevato numero di locali pubblici, teatri, cinema che insieme ai molti monumenti ne fanno una delle mete turistiche più visitate in Germania.

## Geografia fisica
Friburgo si trova sul confine tra la fossa tettonica del Reno Superiore (Oberrheingraben) e la Foresta Nera (Schwarzwald). Infatti la faglia, la frattura, tra queste due zone geologiche passa proprio attraverso il territorio urbano. I quartieri occidentali si trovano nella pianura, che fa parte della valle del Reno, mentre i quartieri orientali posano sul pendio delle colline della Foresta Nera. Nell'interno del territorio urbano troviamo a sud lo Schauinsland, che con i suoi 1284 m è una delle vette più alte della Foresta Nera. La città è attraversata dal fiume Dreisam, che nasce nella Foresta Nera e confluisce nel fiume Elz, che a sua volta confluisce nel Reno.
A ovest della città, si eleva l'unica collina nell'interno della valle del Reno, il Kaiserstuhl che è una formazione geologica a sé stante, essendo di origine vulcanica.
Nel centro della città transita il 48º parallelo nord.

### Clima
La zona di Friburgo e del Kaiserstuhl è la più calda e la più soleggiata della Germania. Di questo sono testimoni il famoso vino del Kaiserstuhl e le particolari flora e fauna, comprendenti specie solitamente presenti in paesi più caldi (orchidee, gigli, lucertole, mantidi religiose).

## Storia
Nell'anno 1091 i duchi di Zähringen costruirono un castello sullo Schlossberg.
Nell'anno 1120 vennero riconosciuti al piccolo insediamento alle pendici dello Schlossberg i diritti di mercato, il mercato si espanse rapidamente grazie alla vicinanza di importanti strade commerciali.
La posizione geografica molto favorevole e la presenza di numerose miniere di argento nella Foresta Nera garantirono alla città un certo benessere e una rapida crescita. Nel 1200, sotto Bertoldo V di Zähringen cominciò la costruzione della chiesa parrocchiale in stile gotico, il Münster di Friburgo.
Nel 1218 Bertoldo V, l'ultimo degli Zähringen morì. Fino al 1368 dominarono la città i conti di Urach. I cittadini di Friburgo si affrancarono nel 1368 pagando la cifra di 15.000 marchi d'argento ottenuti in prestito dagli Asburgo, ma quando la città non fu in grado di restituire il prestito dovette assoggettarsi al loro dominio.
Nel 1457 venne costruita dall'arciduca Albrecht VI l'università che nel 1620 venne rilevata dai Gesuiti, dai quali fu gestita fino al 1773.
Nel 1507 alla città venne conferito il diritto di battere moneta. Nel 1520 venne redatto un nuovo statuto cittadino, che unì in modo equilibrato la tradizione cittadina medievale e elementi di diritto romano.
Friburgo si oppose alla Riforma protestante e divenne quindi un'importante roccaforte cattolica nella regione dell'Alto Reno. Nel 1520 ospitò il vescovo di Basilea e nello stesso periodo anche Erasmo da Rotterdam soggiornò per alcuni anni nella città.
Nel corso della guerra dei trent'anni (1618-1648) la città passò ripetutamente dal dominio francese a quello austriaco, subendo numerosi assedi da entrambe le parti. Nel 1651 la città, da tempo asburgica, divenne capoluogo dell'Austria Anteriore. Venne occupata dalle truppe francesi del maresciallo Créqui il 16 novembre 1677, durante la guerra d'Olanda (1672-1678); col trattato di Nimega (1678), che pose fine al conflitto, l'imperatore Leopoldo I d'Asburgo dovette accettare l'occupazione francese delle città di Friburgo (fino al 1697) e Kehl (fino al 1698) sulla riva destra del Reno, considerate come una sezione del sistema di difesa di Strasburgo.
In seguito al Trattato di Campoformio la città viene assegnata ad Ercole III d'Este già duca di Modena e Reggio, che rinunciò a prenderne possesso diretto a causa del basso reddito cittadino dimorando in Veneto.
Nel 1805 Napoleone Bonaparte annesse Friburgo e con lei gran parte dell'Austria Anteriore al neo costituito Granducato di Baden. Nel 1827 Friburgo divenne sede arcivescovile per l'intero Baden, ed il Münster fu elevato a cattedrale.
Nel corso della seconda guerra mondiale la città subì danni rilevanti, il 27 novembre 1944 un pesante bombardamento rase al suolo l'intera parte settentrionale della città vecchia e gran parte di quella occidentale. La città venne successivamente ricostruita rispettando la planimetria originale anche se furono ricostruiti in modo fedele solo gli edifici pubblici o di particolare valore storico.
Dal 1945 al 1952 fu l'ultima capitale dello Stato del Baden, finché questo non fu disciolto nell'attuale Baden-Württemberg.
Nel 2011 Friburgo ha ricevuto per due giorni la visita di Benedetto XVI, la prima di un papa nella città della Foresta Nera.
Il santo patrono di Friburgo è san Giorgio. La sua croce è incorporata nello stemma e nella bandiera della città. Le bandiere di Friburgo e dell'Inghilterra sono identiche.

## Monumenti e luoghi d'interesse

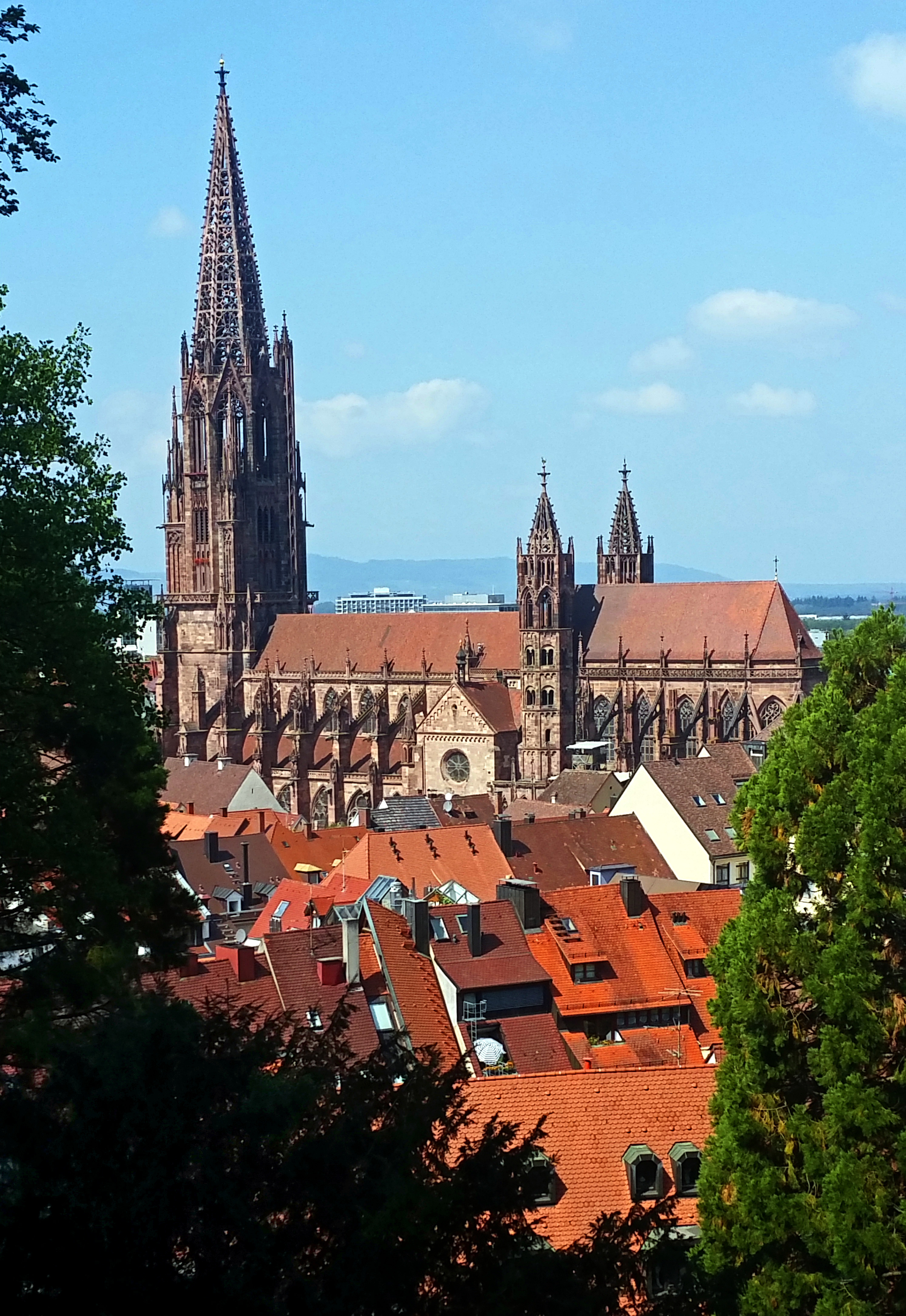
La cattedrale di Friburgo, costruita tra la fine del XII secolo ed il 1513

- Il monumento più notevole è indubbiamente la cattedrale (Münster), la sua pregevole torre campanaria in stile gotico puro, alta 116 m, è il simbolo della città. La torre è visitabile, ad altezza intermedia sono situate le 19 campane dal peso complessivo di 27240 kg e tra di esse si trova una delle più antiche campane datate della Germania, l'Hosanna-Glocke ("campana dell'osanna") del 1258.[2][3] Dalla sommità della torre si gode di un notevole panorama, a volte verso occidente è visibile la catena montuosa francese dei Vosgi. All'interno della cattedrale sono degne di nota le vetrate e l'altare, opera di Hans Baldung Grien, nel coro si trova anche un altare minore opera di Hans Holbein il Giovane. L'esterno della cattedrale, tuttora in restauro per rimediare ai danni dei bombardamenti della Seconda guerra mondiale, è decorato da un elevato numero di doccioni. Intorno alla cattedrale si svolge ogni mattina, fin dal XVI secolo, il pittoresco mercato della frutta e dei fiori.
- Nella piazza della cattedrale si trova l'Historisches Kaufhaus ("mercato storico"), costruito nel 1532 era sede di attività commerciali e della dogana.
- Delle antiche mura che circondavano la città rimangono due porte: la Schwabentor (porta degli Svevi), risalente al Duecento, che si apriva su una delle vie commerciali più importanti per la città e la Martinstor, risalente alla stessa epoca. A titolo di curiosità: sotto la Martinstor si trova l'unico fast food della catena McDonald's con l'insegna di colore diverso dal giallo standard. Oltre a queste due porte più conosciute ne esiste una terza: la porta di Breisach (Breisacher Tor), l'edificio all'angolo tra la Rempartstraße e la Gartenstraße, è l'unica struttura di origine barocca risalente al periodo di occupazione francese a partire dal 1677.
- Il ristorante e hotel Zum roten Bären ("all'orso rosso") è uno dei più antichi alberghi in Germania, la costruzione risale all'anno 1120 e l'attività di alloggio e ristorazione viene svolta in modo ininterrotto dal XIV secolo.[4]
- Haus zum Walfisch (casa della balena): l'edificio risale al 1515 e fu costruito come buen retiro per l'imperatore Massimiliano I. Dal 1529 al 1531 vi soggiornò Erasmo da Rotterdam dopo la sua fuga da Basilea. Nel 1944 l'edificio fu parzialmente distrutto da un incendio, dopo la ricostruzione è divenuto sede di una banca. Nel 1975 fu scelto da Dario Argento come sede della Tanz Akademie (accademia di danza) del film Suspiria, anche se gran parte delle riprese vennero effettuate in una ricostruzione in studio del palazzo a causa dei permessi negati.
- Barbarastollen, museo sotterraneo che raccoglie migliaia di microfilm sui beni artistici conservati nei musei tedeschi.
- Holbeinpferd (Cavallo Holbein), statua di cavallo
- Augustinermuseum (museo degli Agostiniani): è uno dei musei più importanti della regione (Alto Reno) ed è famoso per la sua ricca collezione d'arte medievale (vi sono conservate in parte le sculture originali della cattedrale), barocca e dipinti del XIX secolo.

## Infrastrutture e trasporti
Il trasporto pubblico cittadino è gestito dalla Freiburger Verkehrs mentre lo scalo ferroviario più importante è la Stazione di Freiburg (Breisgau) Hauptbahnhof.

## Amministrazione
I comuni confinanti sono (in senso orario partendo da nord): Vörstetten, Gundelfingen, Glottertal, Stegen, Kirchzarten, Oberried, Münstertal/Schwarzwald, Bollschweil, Horben, Au, Merzhausen, Ebringen, Schallstadt, Bad Krozingen, Breisach am Rhein, Merdingen, Gottenheim, Umkirch e March.

### Gemellaggi
- Besançon, dal 1959
- Innsbruck, dal 1963
- Padova, dal 1967
- Guildford, dal 1979
- Madison, dal 1987
- Matsuyama, dal 1988
- Leopoli, dal 1989
- Granada, dal 1991
- Esfahan, dal 2000

## Sport

### Calcio
La principale società calcistica di Friburgo è il Friburgo, è stata fondata nel 1904 e dal 1978 milita nella prima o seconda lega del campionato tedesco di calcio. Nel 2016 è salita per la quinta volta nella sua storia nella massima lega. All'interno dell'ambiente calcistico tedesco la società è nota per una politica di gestione del personale particolarmente stabile, dal 1972 al 2009, anno della sua morte, il presidente è stato Achim Stocker, Volker Finke è stato allenatore dal 1991 al 2007, a lui si deve la fondazione della scuola calcio. Dal dicembre 2011 l'allenatore è Christian Streich. Tra i giocatori più celebri che hanno giocato nelle file del SC Freiburg vi sono Joachim Löw, Jörg Heinrich, Sebastian Kehl, Vincenzo Grifo, Altin Rraklli e il senegalese Souleyman Sané.
La squadra femminile milita nella Bundesliga femminile.
La seconda società calcistica è il Freiburger Fußball-Club, che fu campione tedesco nel 1907.

### Altri sport
Nell'hockey su ghiaccio la squadra dell'EHC Freiburg (soprannominati Wölfe, lupi) nella stagione 2016/2017 ha preso parte alla seconda serie nazionale DEL2, nelle stagioni precedenti militò anche nella prima serie. 
La squadra di pallavolo maschile FT 1844 Freiburg dal 2001 milita nel secondo campionato tedesco. Per quanto riguarda la pallacanestro, la compagine femminile dell'USC Freiburg gioca nella Bundesliga mentre quella maschile gioca nella seconda Bundesliga. 
Nel 2000 Friburgo è stata per la quarta volta una tappa del Tour de France. 

## Galleria d'immagini

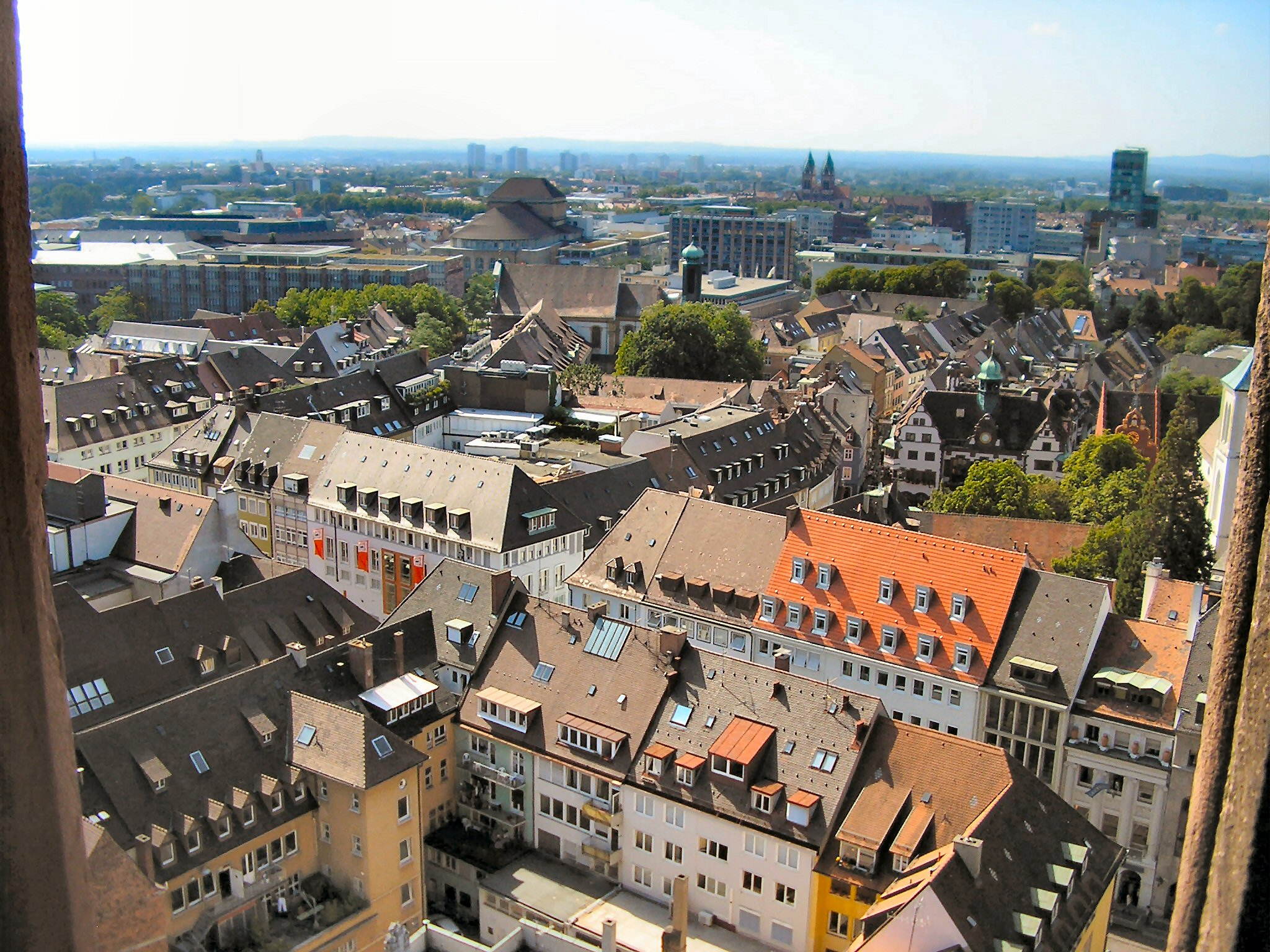
Veduta aerea della città
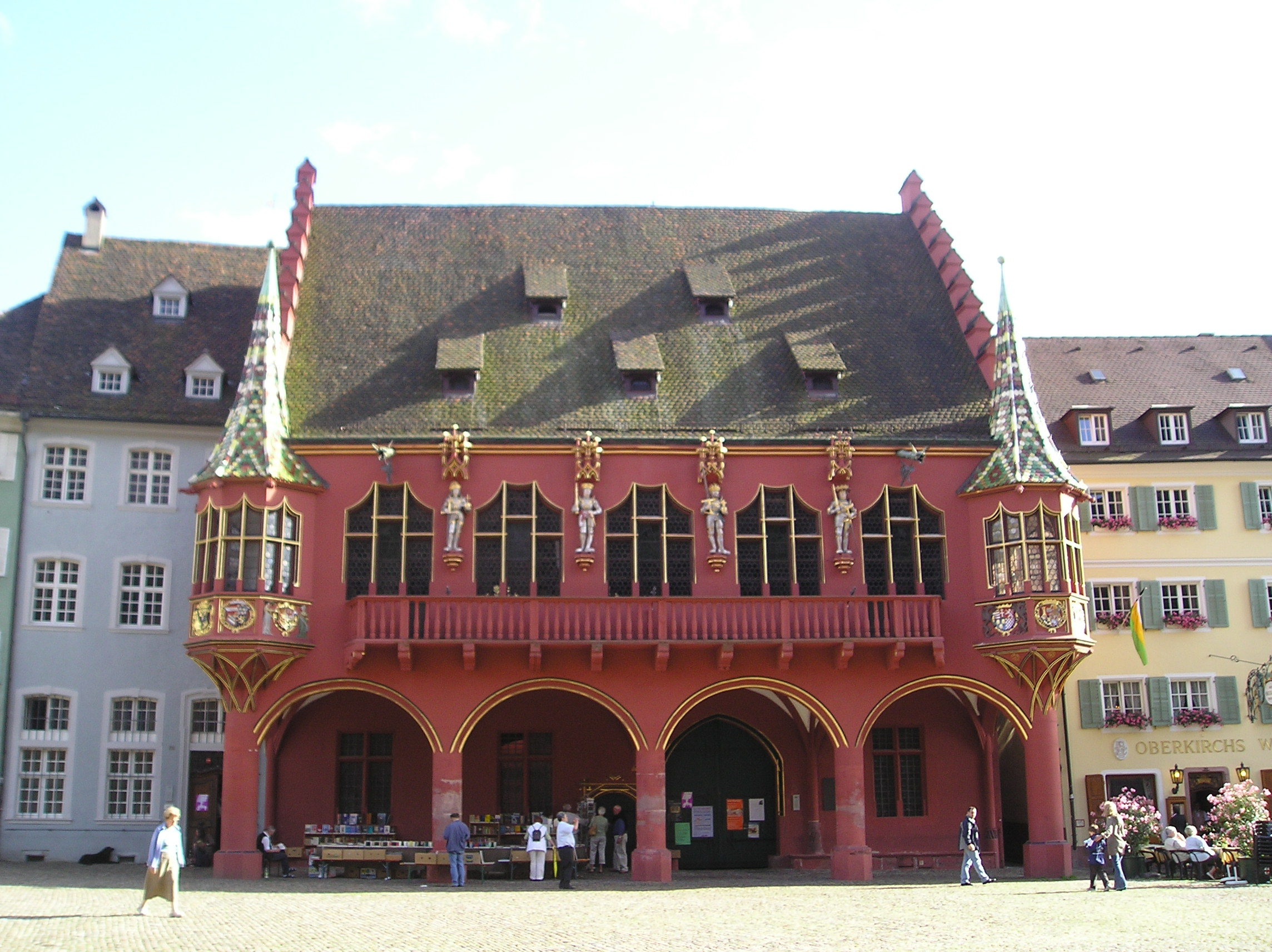
Veduta dell'edificio del Kaufhaus, che si affaccia sulla parte meridionale del Münsterplatz
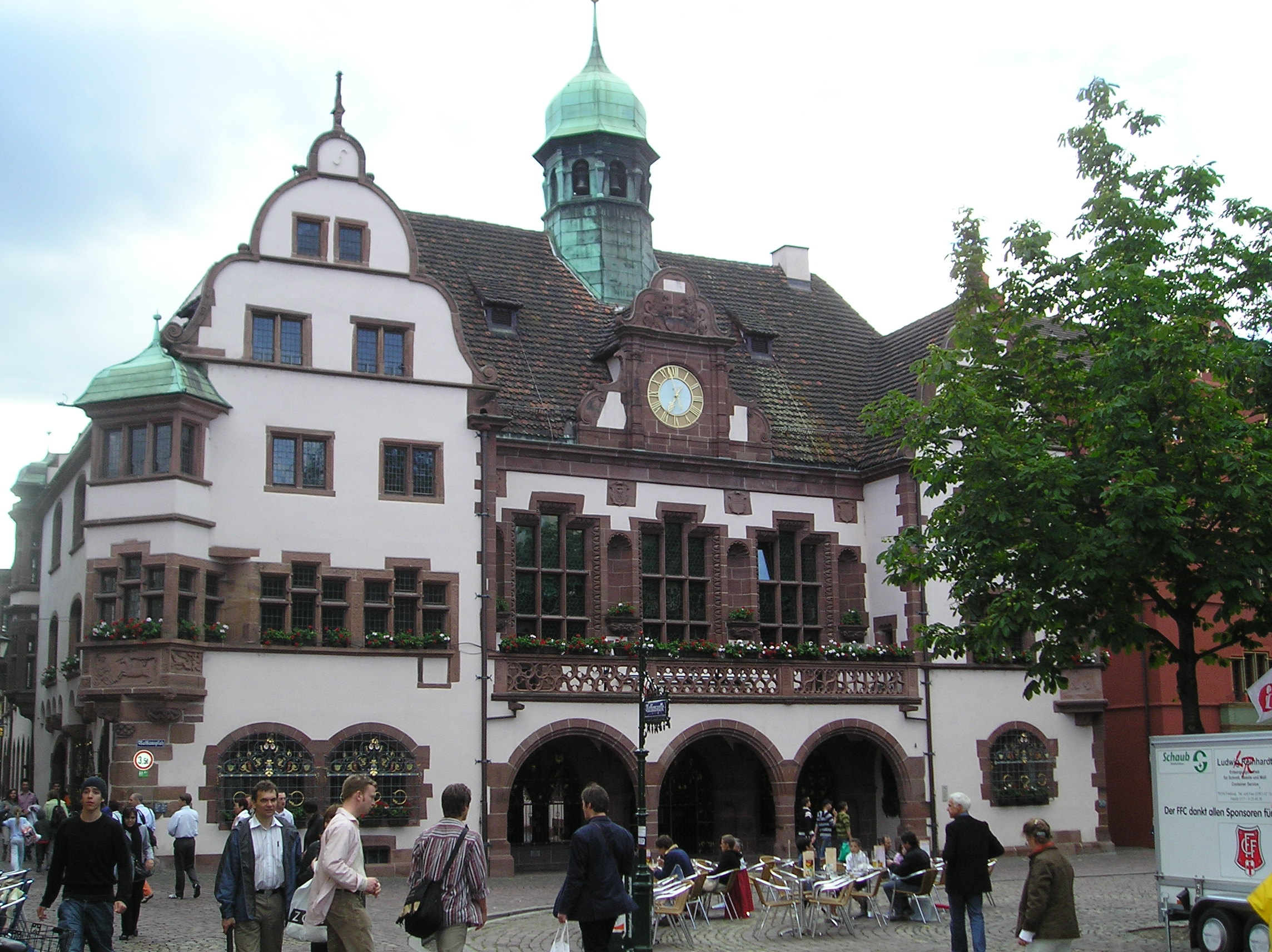
Una veduta del Neues Rathaus, il Municipio Nuovo, del 1896-1900
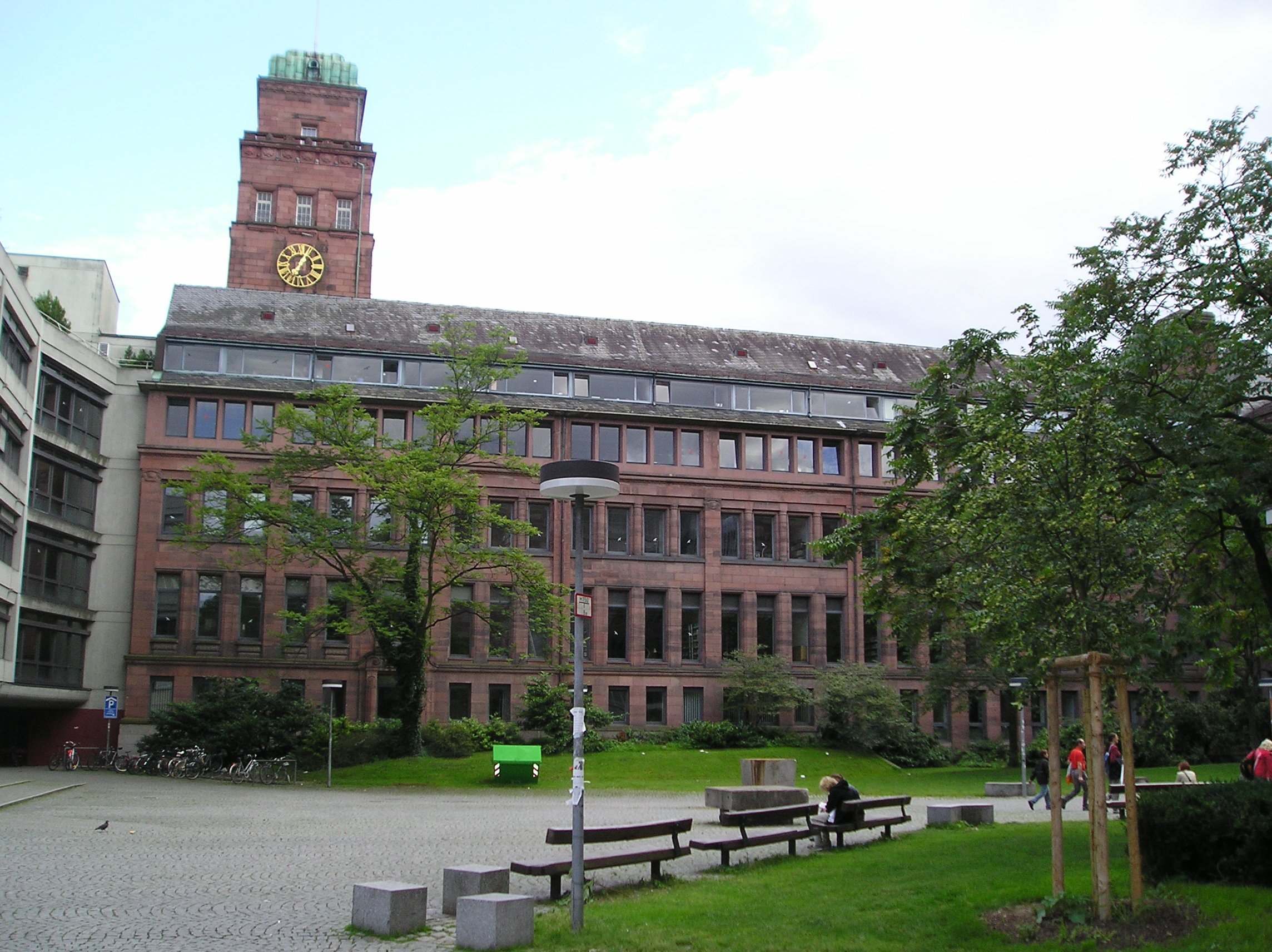
La Nuova Università di Friburgo, edificata secondo il piano generale di O.E. Schweizer del 1959
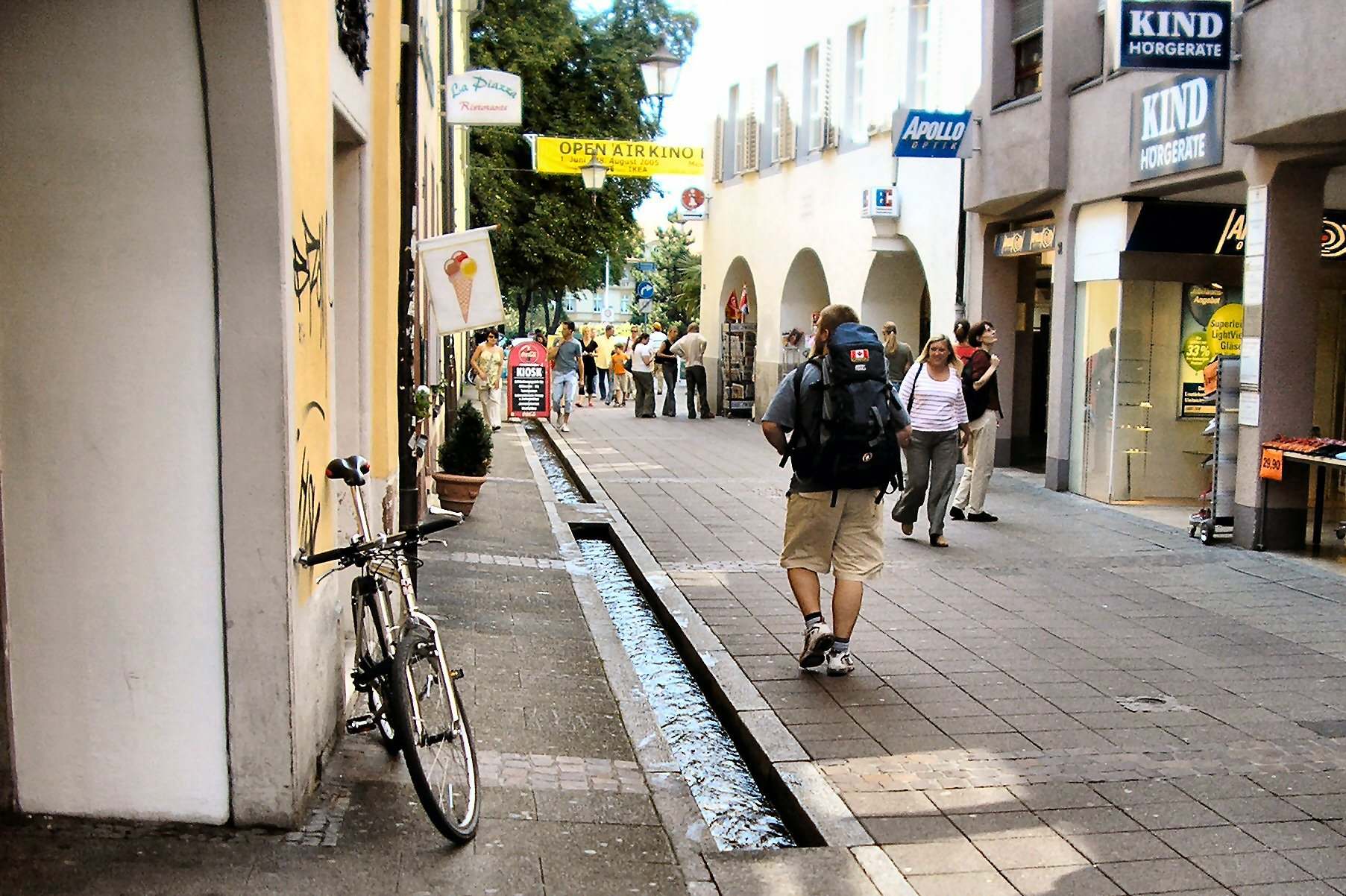
I caratteristici ruscelli di Friburgo (Freiburger Bächle) lungo le vie del centro storico della città
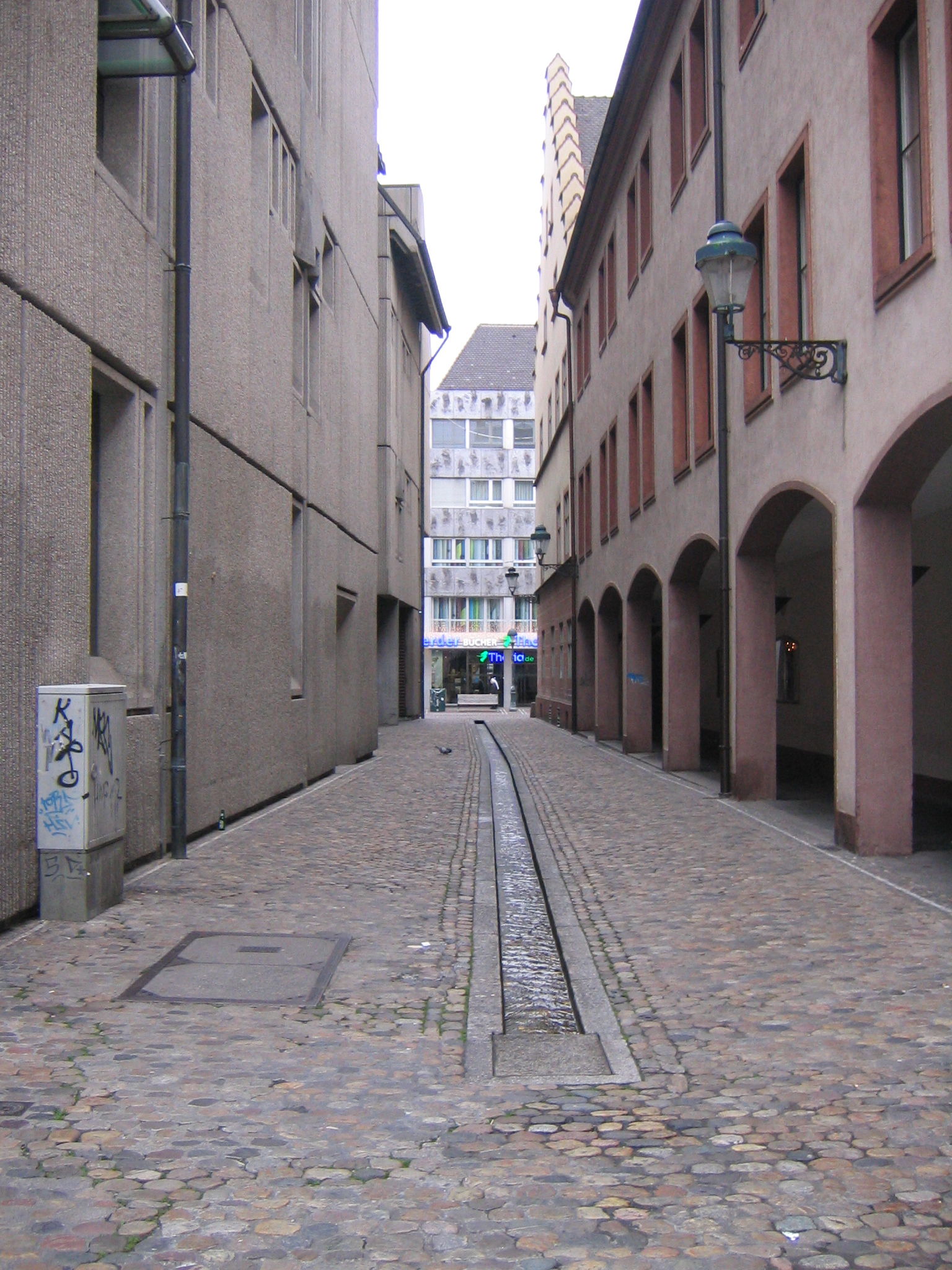
Marktgasse – Uno dei pochi ruscelli al centro della strada nel centro storico di Friburgo
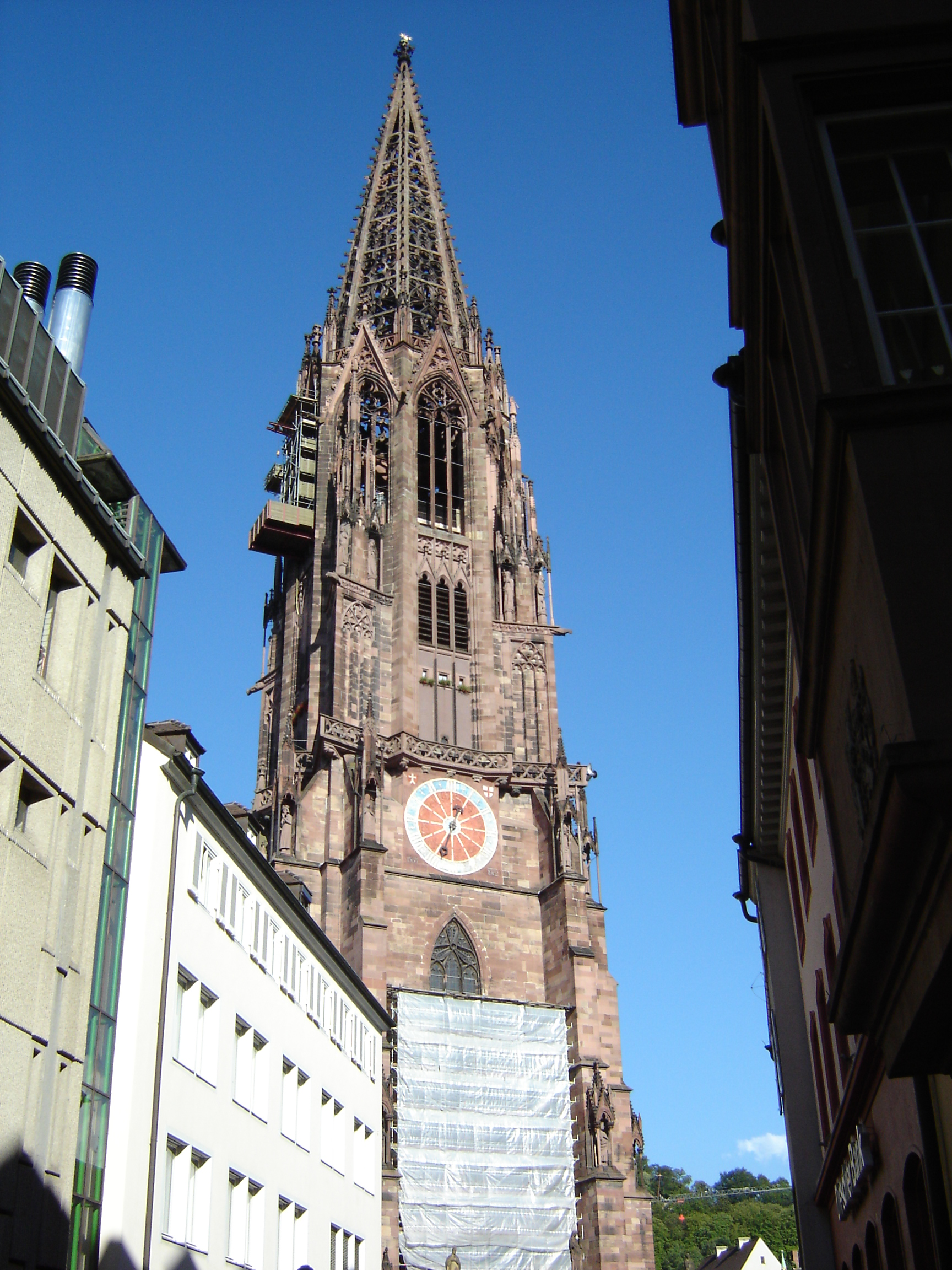
La torre campanaria della cattedrale
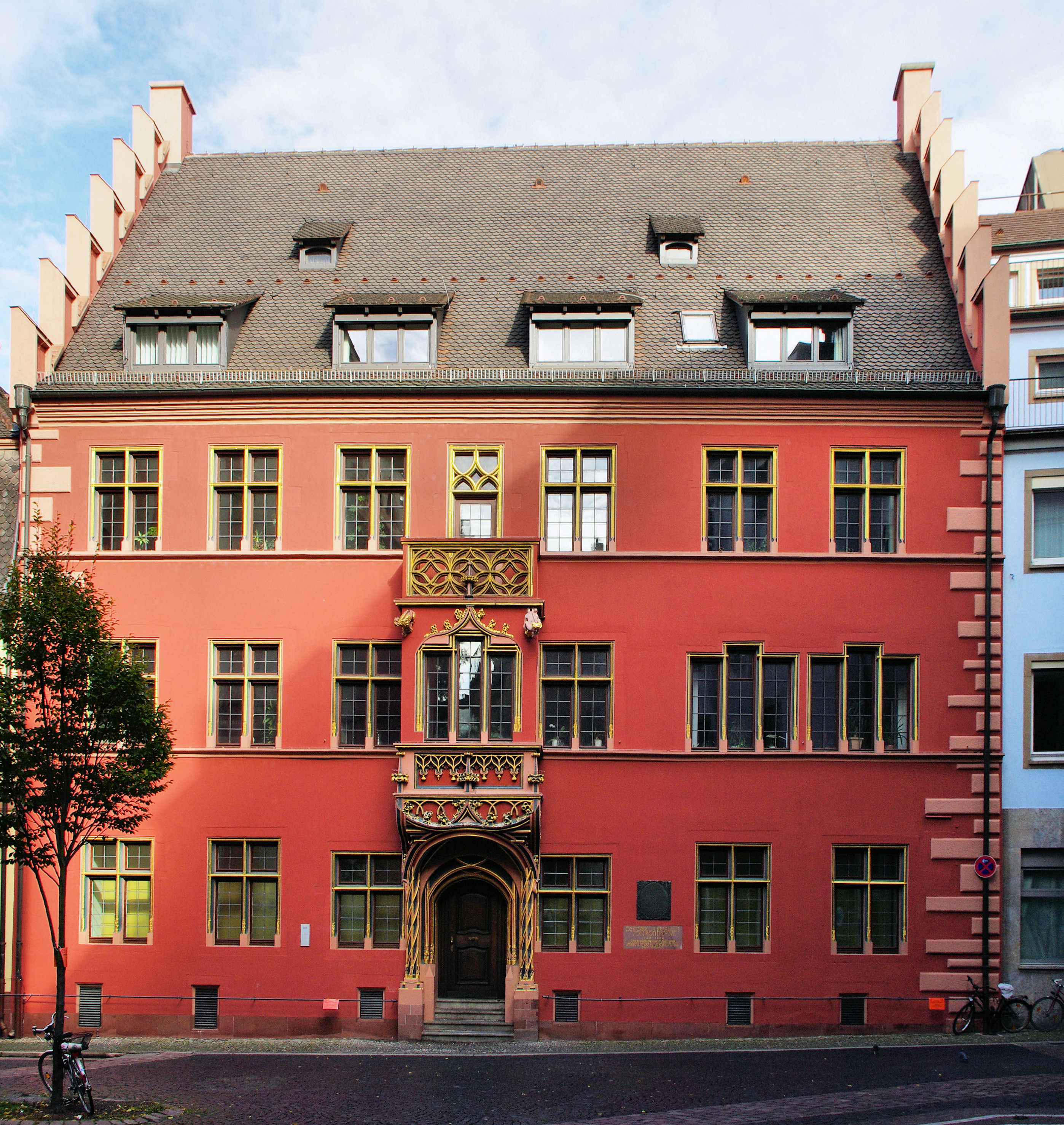
Haus zum Walfisch ("casa della balena")